# زمانی که در تاریکی گم شدی
«زمانی که در تاریکی گم شدی» نخستین قسمت از سریال تلویزیونی درام پسا-آخرالزمانی آخرین بازمانده از ما است که در ۱۵ ژانویه ۲۰۲۳ از شبکه HBO پخش شد. این قسمت توسط خالقان سریال کریگ مازن و نیل دراکمن نوشته شده و توسط مازن کارگردانی شده‌است. این قسمت شخصیت جوئل (پدرو پاسکال) را معرفی کرد که دخترش سارا (نیکو پارکر) در جریان هرج و مرج شیوع یک دنیاگیری ناشی از شکل جهش یافته قارچ سرچماقی‌ها که قربانیان خود را به مهاجمان تشنه به خون تبدیل می‌کند، کشته می‌شود. بیست سال بعد، جوئل و شریکش تس (آنا تورو) برای یافتن برادر جوئل تامی (گابریل لونا) قرار می‌گیرند و وظیفه دارند الی جوان (بلا رمزی) را در ازای دریافت آذوقه قاچاق کنند.
کارگردان اصلی این قسمت، یوهان رنک، به دلیل درگیری‌های برنامه‌ریزی ناشی از دنیاگیری کووید-۱۹ از آن کناره‌گیری کرد. جانشین او، کانتمیر بالاگوف، همچنین این پروژه را به دلیل تفاوت‌های خلاقانه ترک کرد و مازن جایگزین او شد. «When You're Lost in the Darkness» در ابتدا به صورت دو قسمت نوشته شده بود، زیرا مدیران اچ بی او احساس می‌کردند که قسمت اول اصلی ممکن است بینندگان را مجبور به بازگشت در هفته بعد نکند. مازن و دراکمن صحنه‌های دیگری نوشتند تا جهان را گسترش دهند و به بینندگان اجازه دهند با شخصیت‌های آن همدلی کنند. فیلمبرداری این سریال در ژوئیه ۲۰۲۱ در کلگری، آلبرتا آغاز شد. این اپیزود مورد تحسین منتقدان قرار گرفت، و از نویسندگی، کارگردانی و اجرای پاسکال، رمزی، پارکر و تورو تمجید شد. این قسمت در نخستین روز ۴٫۷ میلیون بیننده داشت و در عرض یک هفته ۱۸ میلیون بار تماشا شد.

## داستان
در یک تاک شو تلویزیونی در سال ۱۹۶۸، اپیدمیولوژیست‌ها، دکتر نیومن (جان هانا) و دکتر شونهایس (کریستوفر هیردال) دربارهٔ چگونگی وقوع یک دنیاگیری گسترده بالقوه در آینده بحث می‌کنند. نیومن پیشنهاد می‌کند که قارچ‌هایی مانند کوردیپس، با توجه به عدم وجود هرگونه درمان پیشگیرانه یا درمانی برای عفونت قارچی، تهدیدی بسیار جدی تر از هر نوع باکتری یا ویروس دیگری هستند. شونهایس به عدم امکان عفونت قارچی در انسان به دلیل ناتوانی قارچ‌ها در زنده ماندن در گرمای زیاد بدن اشاره می‌کند. نیومن موافق است، اما خاطرنشان می‌کند که قارچ‌ها می‌توانند برای غلبه بر این ضعف با گرم‌تر شدن جهان تکامل پیدا کنند، و در این مرحله بشریت زنده نخواهد ماند.
در سال ۲۰۰۳، جوئل (پدرو پاسکال) به همراه دخترش سارا (نیکو پارکر) و برادرش تامی (گابریل لونا) در آستین، تگزاس زندگی می‌کنند و در ساخت و ساز کار می‌کنند. سارا برای روز تولد پدرش ساعت او را تعمیر می‌کند. او در حین تماشای یک فیلم به خواب می‌رود و جوئل می‌رود تا تامی را از زندان آزاد کند. سارا چند ساعت بعد از خواب بیدار می‌شود و متوجه می‌شود که همسایگانش مرده‌اند، و یکی از آنها به موجودی آدمخوار تبدیل شده‌است. جوئل با تامی به خانه برمی گردد و موجود را می‌کشد. هنگامی که جوئل، تامی و سارا از میان انبوه مردم وحشت زده فرار می‌کنند، زباله‌های هواپیمای سقوط کرده به کامیون تامی برخورد کرده و آنرا واژگون می‌کند. جوئل سعی می‌کند با سارا به سمت رودخانه بدود، اما توسط یک سرباز مسلح به گوشه‌ای می‌رسد که به سمت آنها شلیک می‌کند. تامی سرباز را می‌کشد، اما سارا به شدت زخمی می‌شود و در آغوش جوئل می‌میرد.
بیست سال بعد، در سال ۲۰۲۳، پس از اینکه همه‌گیری جهانی قارچ کوردیپس تمدن بشری را نابود کرده‌است، جوئل در یک منطقه قرنطینه نظامی در خرابه‌های بوستون، ماساچوست زندگی می‌کند که توسط آژانس فدرال واکنش به بلایای طبیعی (FEDRA) اداره می‌شود. او و شریکش تس (آنا تورو) با قاچاق و فروش کالاهای قاچاق به غیرنظامیان و سربازان، از خود حمایت می‌کنند. جوئل قصد دارد منطقه را به مقصد وایومینگ ترک کند تا به دنبال تامی باشد که چند هفته پیش ارتباطش با او قطع شده‌است. جوئل و تس قصد دارند یک باتری ماشین را از رابرت (برندن فلچر)، یک تاجر محلی بخرند، اما باتری به جای آن به «Fireflies»، یک گروه مقاومت که علیه «FEDRA» می‌جنگند، فروخته می‌شود.
در تلاش برای بازیابی آن، آنها متوجه می‌شوند که معامله به هم خورده‌است و رابرت و اکثر اعضای فایرفلایز کشته شده‌اند. رهبر زخمی فایرفلایز، مارلین (مرل دندریج) از جوئل و تس التماس می‌کند که الی جوان (بلا رمزی) را به خانه ایالت ماساچوست ببرند و او را به گروهی از اعضای فایرفلایز در ازای دریافت منابع برای یافتن تامی تحویل دهند. جوئل و تس این کار را می‌پذیرند. این سه نفر تا شب منتظر می‌مانند تا منطقه قرنطینه را ترک کنند. آنها توسط یک سرباز گرفتار می‌شوند و مجبور می‌شوند یک تست عفونتی را انجام دهند. در حالی که جوئل و تس سعی می‌کنند با سرباز چانه بزنند، الی به پای او چاقو می‌زند. سرباز تهدید به شلیک به الی می‌کند، و جوئل را به یاد مرگ سارا می‌اندازد. او اعصاب خود را از دست می‌دهد و سرباز را تا حد مرگ می‌زند. تست الی مثبت است، اما او قسم می‌خورد که آلوده نیست زیرا سه هفته پیش گاز گرفته شده‌است. جوئل، تس و الی وارد یک منطقه آلودگی بیولوژیکی در منطقه تجاری بوستون می‌شوند تا از سربازان تعقیب کننده «FEDRA» فرار کنند.